# Jackie McNamara
Jackie McNamara (Glasgow, 24 oktober 1973) is een voormalig Schotse voetballer (verdediger) en voetbaltrainer.

## Clubcarrière

### Dunfermline Athletic
De zoon van Jackie McNamara, Sr., voormalig Celtic FC- en Hibernian FC-speler, begon zijn profcarrière bij Dunfermline Athletic FC.

### Celtic
In 1995 verhuisde McNamara naar Celtic FC voor £650.000. Hij maakte een indrukwekkende start bij de club uit Glasgow en werd in 1996 uitgeroepen tot beste jongere in de Schotse competitie. Zijn eerste prijs bij de club won hij in het seizoen 1997-98 door met Celtic landskampioen te worden. McNamara stond meestal in het basiselftal, maar met de komst van trainer Martin O'Neill in 2000 moest hij meer en meer op de bank gaan zitten.
McNamara knokte zich echter weer in de basis. In het seizoen 2004-05 werd hij zelfs aanvoerder nadat Paul Lambert voor een lange periode geblesseerd was. Dat seizoen speelde McNamara zo goed als alle wedstrijden.
Zijn contract liep ten einde, maar de nieuwe coach Gordon Strachan verzekerde McNamara dat hij hem in het team wilde. Celtic wachtte echter te lang om een nieuw contract aan te bieden en tegen die tijd had McNamara reeds getekend bij Wolverhampton Wanderers, in Engeland. McNamara had graag de rest van zijn carrière bij Celtic gespeeld en was verbijsterd dat hij geen nieuw contract kreeg. Nadat hij bij de Wolves had getekend verweet hij Celtic een gebrek aan respect in hun commentaren aan de media.
Met Celtic werd McNamara viermaal landskampioen (1998, 2001, 2002, 2004), won hij driemaal de Scottish Cup (1995, 2001, 2004) en driemaal de Scottish League Cup (1998, 2000, 2001).

### Wolverhampton Wanderers
Na een veelbelovende start bij Wolverhampton werd McNamara getroffen door een knieblessure (ligamenten) in de thuismatch tegen Leicester City FC. Hij maakte zijn rentree in de voorlaatste wedstrijd van het seizoen 2005-06, tegen Brighton & Hove Albion FC.

### Aberdeen
McNamara tekende in 2007 een contract voor twee seizoenen bij Aberdeen FC, maar nog voor het eind van het seizoen verliet hij de club met als reden de vele blessures. Drie weken later werd bekendgemaakt dat hij het volgende seizoen voor Falkirk FC zou gaan spelen.

### Falkirk
Op 13 mei 2008 tekende McNamara een contract voor twee seizoenen bij Falkirk.

## Internationale carrière
McNamara speelde in de periode 1996-2005 in totaal 33 interlands voor de Schotse nationale ploeg. Hij zat in de selectie die deelnam aan het WK 1998 in Frankrijk.